# Alexander Morgan
Pour les articles homonymes, voir Morgan.
Alexander Morgan (né le 18 juillet 1994 à East Melbourne) est un coureur cycliste australien. Spécialiste de la poursuite, il est champion du monde de poursuite par équipes en 2013 avec Alexander Edmondson, Michael Hepburn et Glenn O'Shea.

## Palmarès sur piste

### Championnats du monde
- Minsk 2013
  -  Champion du monde de poursuite par équipes (avec Alexander Edmondson, Michael Hepburn et Glenn O'Shea)
  - 4e de la poursuite individuelle

### Championnats du monde juniors
- Moscou 2011
  -  Champion du monde de poursuite par équipes juniors
- Invercargill 2012
  -  Champion du monde de poursuite par équipes juniors
  -  Médaillé de bronze de la poursuite individuelle juniors

### Coupe du monde
- 2013-2014
  - 2e de la poursuite par équipes à Manchester

### Championnats d'Océanie
| Édition / Épreuve           | Poursuite individuelle | Poursuite par équipes                                       |
| Adélaïde 2010 (juniors)     | Argent                 |                                                             |
| Invercargill 2011 (juniors) | Argent                 | Or (avec Mitchell Benson, Evan Hull et Alexander Edmondson) |
| Adélaïde 2012               | Or                     |                                                             |
| Invercargill 2015           | Bronze                 | Argent                                                      |
| Melbourne 2016              |                        | Bronze                                                      |

### Championnats nationaux
- Champion d'Australie de poursuite par équipes juniors en 2011 et 2012 (avec Jack Cummings, Evan Hull et Rick Sanders)
- Champion d'Australie de poursuite individuelle juniors en 2012
- Champion d'Australie de poursuite individuelle en 2015

## Palmarès sur route

### Par année
- 2011
  -  Champion d'Australie du contre-la-montre juniors
  - 2e étape du Tour de Bright (contre-la-montre)
  - 2e du Tour de Bright
  -  Médaillé de bronze au championnat d'Océanie du contre-la-montre juniors
- 2012
  -  Champion d'Océanie du contre-la-montre juniors
  - 2e du championnat d'Australie du contre-la-montre juniors
  - 4e du championnat du monde du contre-la-montre juniors
- 2013
  - 2e étape du Tour of the Great South Coast
  - 1re étape du National Capital Tour (contre-la-montre)
  - 2e du championnat d'Australie du contre-la-montre espoirs
- 2016
  -  Champion d'Océanie du contre-la-montre espoirs

### Classements mondiaux
| Année                                 | 2014 | 2015 | 2016  |
| ------------------------------------- | ---- | ---- | ----- |
| Classement mondial                    |      |      | 1457e |
| UCI Oceania Tour                      | 44e  | nc   | 49e   |
|                                       |      |      |       |
| Légende : nc = non classéSource : UCI |      |      |       |